# قلع

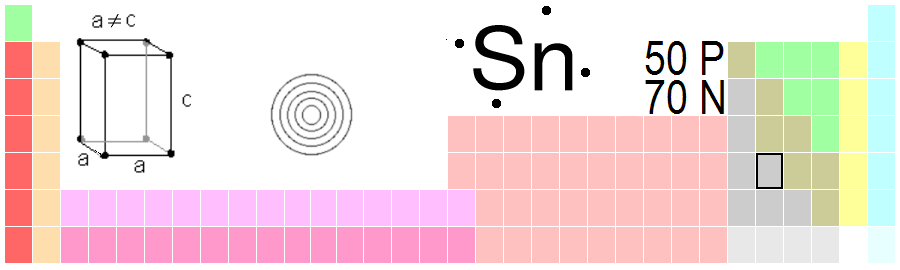
مکان قلع در جدول تناوبی

قلع یا اَرزیز (به انگلیسی: Tin) عنصری است شیمیایی با علامت اختصاری Sn و با شماره ۵۰ در جدول اتمی. این فلز نقره‌ای رنگ خاصیت چکش خواری خوبی دارد و به سادگی اکسید نمی‌شود و در برابر خوردگی مقاوم است. قلع در بسیاری از آلیاژها مورد استفاده قرار می‌گیرد.

## پیشینه
مقاومت خوب این فلز نسبت به زنگ‌زدگی و خوردگی باعث شده تا از آن به عنوان روکشی برای فلزات دیگر برای جلوگیری از زنگ‌زدگی استفاده شود، از جمله قلع‌اندود کردن ظروف مسی که به خاطر جلوگیری از زنگ زدن مس و ورود اکسید سمی مس در غذا از قدیم‌الایام رواج داشته است. برنز (مفرغ) نخستین آلیاژ قلع است که حدود ۵ هزار سال پیش از ترکیب مس و قلع ساخته شد و آغازگر دورانی به نام عصر برنز در تاریخ بشر شد. مسوار یکی از آلیاژهای قلع است که از عصر برنز تا قرن بیستم برای ساخت ظروف و صفحات تخت و مسطح از آن استفاده می‌شد. قلع بیش از ۸۵ درصد حجم مسوار را تشکیل داده و بقیه از مس، سرب یا سرمه تشکیل می‌شود. یکی از آلیاژهای دیگر قلع که به عنوان لحیم استفاده می‌شود از ترکیب بیش از ۶۰ درصد قلع و بقیه سرب تشکیل می‌شود. همچنین بخش عمده‌ای از مصرف قلع نیز برای روکش کردن فولاد به منظور جلوگیری از زنگ زدن است. سمیت پائین قلع باعث می‌شود تا ظروف فلزی با روکش قلع برای نگهداری مواد غذایی استفاده فراوانی داشته باشند.
در فارسی میانه این این عنصر «اَرزیز» نامیده می‌شده‌است.

## ویژگی‌ها
قلع فلزی است چکش خوار، قابل انعطاف، شدیداً بلورین و سفید نقره‌ای که ساختار بلوری آن هنگام خم شدن قطعه‌ای از قلع صدای خاصی ایجاد می‌کند (علت آن شکست بلورها است). این فلز دربرابر فرسایش ناشی از آب تقطیر شده دریا و آب لوله‌کشی مقاومت می‌کند اما به وسیلهٔ اسیدهای قوی و مواد قلیایی و نمکهای اسیدی مورد حمله قرار می‌گیرد. هنگامیکه اکسیژن به صورت محلول است قلع به عنوان کاتالیزور عمل کرده و واکنشهای شیمیایی را تسریع می‌کند.
در صورتی‌که آن را در حضور آزمایش‌های مربوط به هوا حرارت دهند Sn۲ حاصل می‌شود. Sn۲ اسید ضعیفی بوده و با اکسیدهای بازی تولید نمکهای قلع می‌کند. قلع را می‌توان به مقدار زیادی جلا داد و به عنوان پوشش سایر مواد جهت ممانعت از فرسودگی یا واکنشهای شیمیایی دیگر موارد استفاده قرار می‌گیرد. این فلز مستقیماً با کلر و اکسیژن ترکیب می‌شود و و جایگزین هیدروژن اسیدهای رقیق می‌گردد. قلع در دماهای معمولی انعطاف‌پذیر است اما در صورتی‌که گرم شود شکننده می‌شود.

## اثرات قلع بر سلامت
قلع به طور عمده در مواد مختلف آلی بکار می‌رود. پیوندهای آلی قلع خطرناک‌ترین شکل قلع برای انسان می‌باشد. علیرغم خطرات، این مواد در صنایع زیادی کاربرد دارند که شامل صنعت رنگ و صنعت پلاستیک می‌شود و در کشاورزی برای تولید آفت‌کشها مورد استفاده قرار میگرد. علی‌رغم اینکه به سمی بودن قلع آگاهیم، میزان استفاده از مواد آلی قلع در صنایع در حال افزایش است. اثرات مواد قلع آلی می‌تواند متنوع باشد. این به نوع ماده مورد استفاده و ارگانیسم مورد استفاده بستگی دارد. تری سلیتین خطرناک‌ترین ماده آلی قلع برای انسان است. این ماده پیوندهای هیدروژنی کوتاهی دارد. وقتی پیوندهای هیدروژنی در یک ماده قلع بلندتر می‌شوند خطر این ماده بر سلامت انسان کمتر می‌شود. انسان می‌تواند پیوندهای قلع را از طریق غذا، تنفس و پوست جذب نماید. مواجهه با پیوندهای قلع، می‌تواند اثرات حاد و همچنین مزمن داشته باشد.
اثرات حاد عبارتند از:
- سوزش چشم و پوست و سردرد
- دردهای شکمی و معده
- کسالت و سرگیجه
- تعریق شدید
- تنگی نفس
- مشکلات ادراری

اثرات مزمن عبارتند از:
- افسردگی
- آسیب کبدی
- تضعیف سیستم ایمنی
- آسیب کروموزومی
- کاهش سلول‌های قرمز خون آسیب مغزی، خشونت، اختلال در خواب، فراموشی و سردرد